# 綱島梁川
綱島 梁川（つなしま りょうせん、1873年（明治6年）5月27日 - 1907年（明治40年）9月14日）は、日本の宗教思想家、評論家。

## 生涯
岡山県上房郡有漢村（現高梁市）生まれ。本名・栄一郎。明治23年に岡山の高梁教会で古木虎三牧師より洗礼を受ける。
明治25年(1892年)に東京専門学校（後の早稲田大学）に入学する。坪内逍遥、大西祝の教えを受ける。逍遥の『早稲田文学』の編輯に加わり、文藝・美術評論を書く。
横井時雄の本郷教会や植村正久の一番町教会に出席する。この頃正統的な神学に懐疑的になり、倫理に傾倒するようになった。
肺結核で神田の吉田病院に入院しているときに、副院長の橋本善次郎、神戸教会牧師の海老名弾正と出会って信仰を回復する。
文芸評論家として活動すると同時に、倫理学者としても活動した。病身になってからは、主に宗教の論評を発表するようになり、明治38年(1905年)に『新人』に発表した『病間録』「余の見神の実験」は大きな反響を呼んだ。この宗教的な思索は、安倍能成、斎藤勇らに大きな影響を与えた。綱島は禅宗や浄土真宗などからも学んだが、最後までキリスト教信仰に立っていた。
肺結核のため満34歳で死去。
没後、綱島を敬慕する人々により、各地で梁川会が起こった。弟子の一人の宇佐見英太郎が梁川会の参加者の所感をまとめて「回覧集」全7巻を編集した。

## 人物評
- 神に憧れ神に恋した人、そしてやがてその恋を得た喜びと共に、短い生涯を終えた人(川合道雄談)
- クリスチャンとしての梁川が、いくらか「正統」からはずれたとしても、キリスト教が自らに課した地の塩としての課題(中略)それを「神の理想」に従って再構築していくという課題を梁川は性格に受け止め、それに応えようとしていると言える。(虫明竌・行安茂)[2]

## 影響を与えた人
- 安倍能成
- 宮本和吉
- 小山鞆絵
- 斎藤勇
- 宇佐見英太郎
- 川合道雄
- 西田幾多郎
- 西田天香
- 今岡信一良

## 著書

### 単著
- 西洋倫理学史 東京専門学校出版部 1902.6 (早稲田叢書)
- 梁川文集 日高有倫堂 1905.7
- 病間録 金尾文淵堂 1905.10
- 回光録 金尾文淵堂 1907.5
- 春秋倫理思想史 早稲田大学出版部 1908.1
- 寸光録 獅子吼書房 1908.5
- 欧洲倫理思想史 杉本梁江堂 1909
- 書簡集 綱島政治編 獅子吼書房 1908、1909
- 我観録 梁川遺稿 杉本梁江堂 1909.9
- 病窓雑筆 梁川遺稿 杉本梁江堂 1910.2
- 古今漢文評釈 杉本梁江堂 1910.4
- 梁川全集 全10巻別巻1 春秋社 1921-1925
- 綱島梁川集 安倍能成編 岩波文庫 1927
- 宗教文集 新教出版社 1948 (温故小文選)

### 共編著
- 近松の研究 坪内逍遥 春陽堂 1900

### 翻訳
- スチーブン氏倫理学 育成会 1900.6 (倫理学書解説)
- マッケンジー氏倫理学綱要 東京専門学校出版部 1900 (名著綱要文学教育科)
- 快楽派倫理 ヂョン・ワトソン 東京専門学校出版部 1901.10
- ルナン氏耶蘇伝 東京専門学校出版部 1900-1901 (名著綱要文学教育科)